# Dlouhoveští z Dlouhé Vsi
Dlouhoveští z Dlouhé Vsi (často se používá podoba Dlauhoweský, někdy také z Dlouhévsi; německy Dlauhowesky von Langendorf) jsou starý český šlechtický rod pocházející z Dlouhé Vsi u Sušice (Langendorf).

## Historie rodu

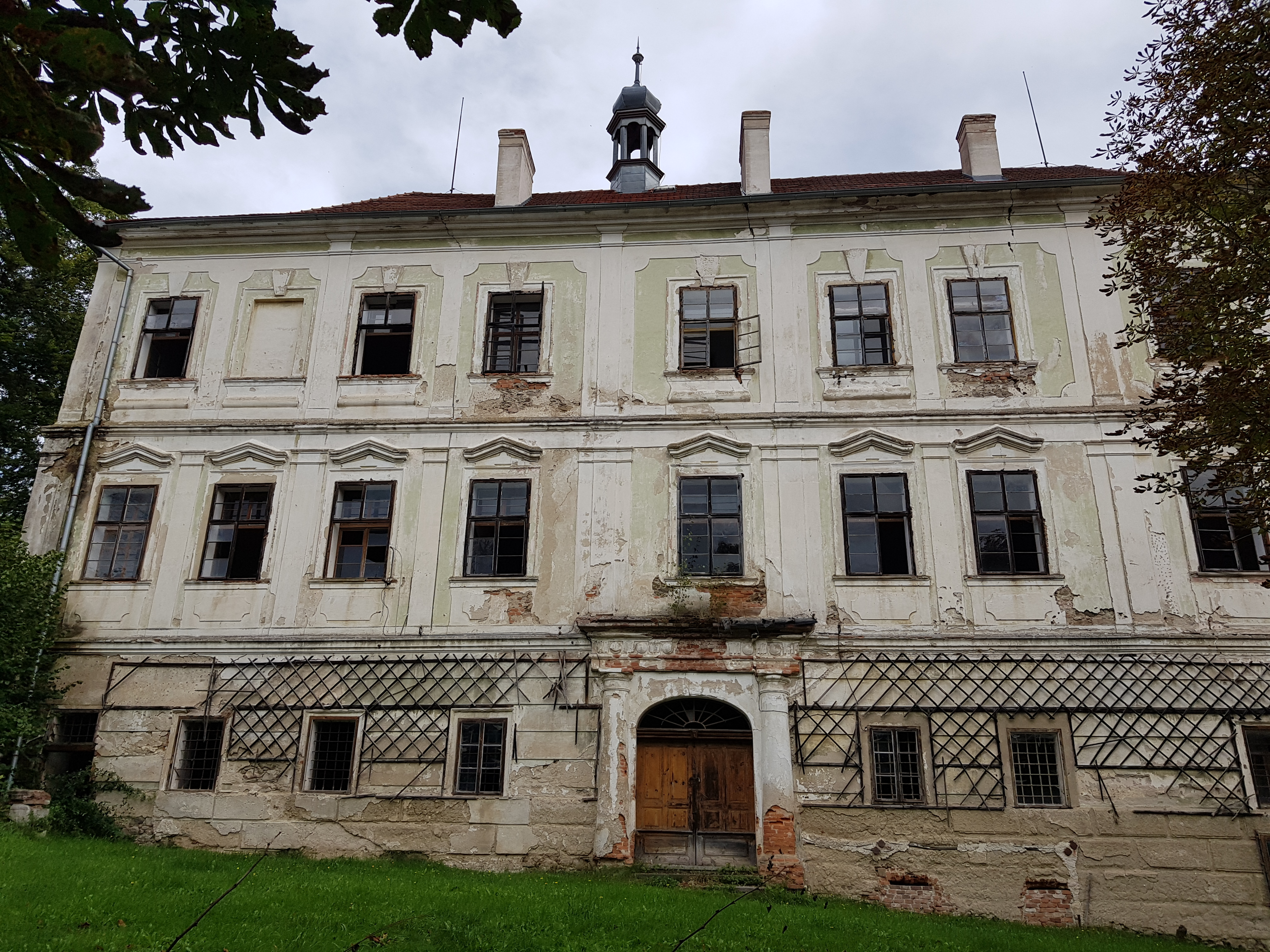
Zámek Němčice

V Dlouhé Vsi byli předkové rodu zaznamenáni již na přelomu 13. – 14. století. V 15. století se rod rozdělil na Chanovské, Dlauhoweské a další. Z linie Chanovských z Dlouhé Vsi proslul zejména Jan Ignác (1638–1701), který si zvolil církevní dráhu a byl i významným barokním literátem. Větev Chanovských vymřela po meči Františkem Xaverem (1789–1877), válečným invalidou po těžkém zranění v bitvě u Aspern v roce 1809. Chanovský fideikomis potom přešel na linii Dlauhoweských.
Členové větve Dlauhoweských z Dlouhé Vsi byli původně majiteli menších statků v jihozápadních Čechách. Arnošt Dlauhoweský (1779–1855) byl v roce 1829 povýšen do stavu svobodných pánů a majetek po Chanovských zdědil jeho syn Bedřich (1811–1881). Příslušníci této rodové linie často volili vojenskou kariéru. Bedřichův syn Karel (1844–1907) měl hodnost generála a byl nejvyšším hofmistrem arcivévody Otty, otce posledního rakouského císaře Karla I.
Jeho syn baron Karel Dlauhoweský (1876–1956), za sebe a svoje syny Jana Ignáce (1909–1996) a Karla (1910–1976) podepsal v září 1939 Národnostní prohlášení české šlechty. Po roce 1948 byl rodině majetek zabaven, ale oba synové zůstali v Čechách a díky potomkům Jana Ignáce má rod pokračování. Od roku 1996 je hlavou rodu a majitelem statku a zámku v Němčicích u Volyně Václav Dlauhoweský (* 1946).

## Rodová sídla a majetky
- Hodějov (statek)
- Kraselov (statek)
- Němčice (zámek)

## Erb
V modrém poli je stříbrný kulatý válečný štít s hrotem uprostřed, klenot tvoří tři pštrosí pera, jedno je modré, další stříbrné a poslední modré. Přikryvadla jsou modro-stříbrná a štítonoši jsou dva zlatí lvi. Rodové motto je Für Gott, Kaiser und Vaterland, to znamená Za Boha, císaře a vlast.

## Pohřebiště

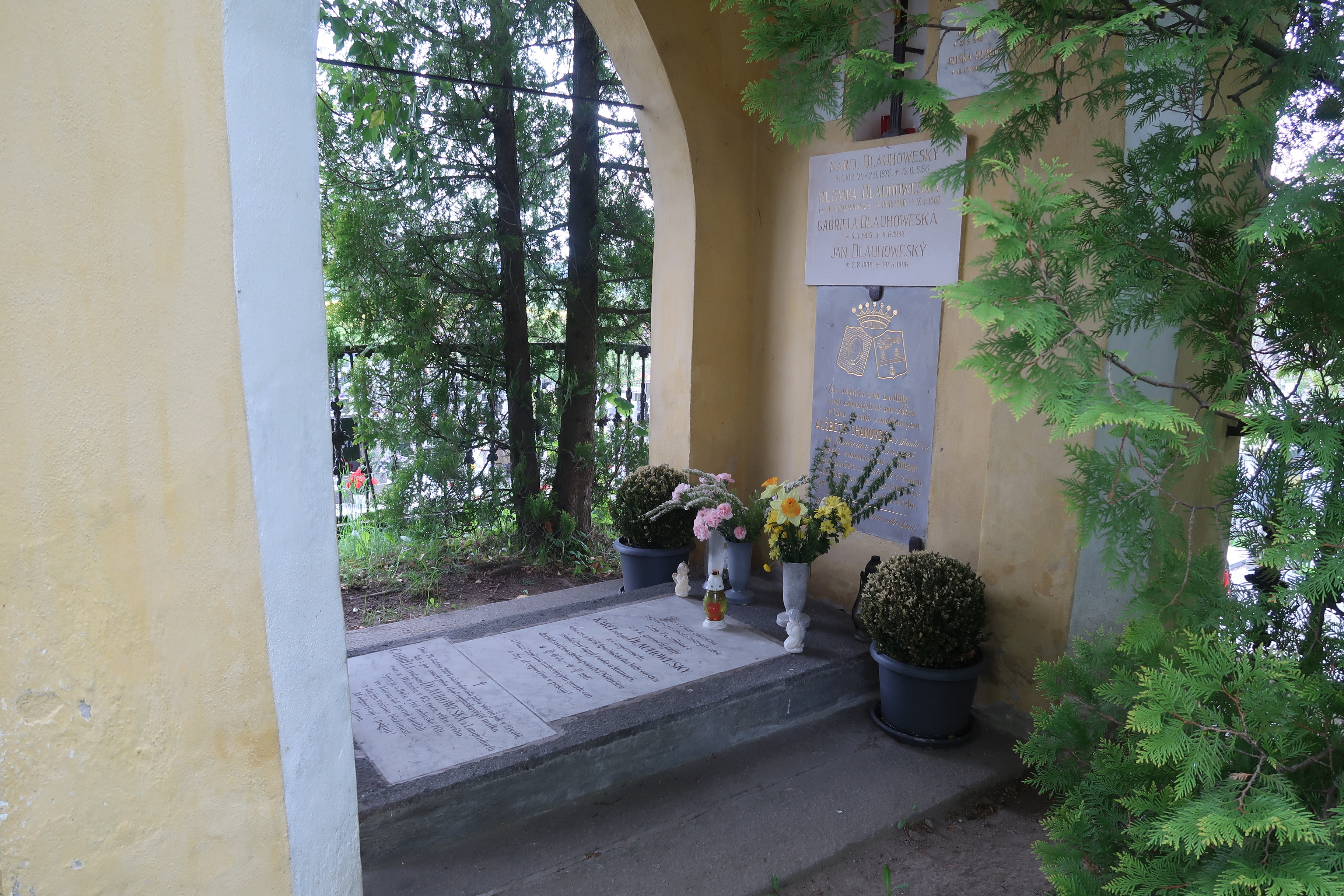
Hrobka Dlauhoweských z Dlouhévsi v Česticích

Rodinná hrobka se nachází na hřbitově v Česticích v okrese Strakonice. Bedřich Dlauhoweský (1811–1881), jeho syn Osvald (1853–1877) a další byli pohřbeni v rodinné hrobce na hřbitově v Noutonicích v okrese Praha-západ.